# Yaohnanen
Yaohnanen (auch: Ionhanen) ist ein Dorf auf der Insel Tanna in Vanuatu. Es liegt im Südosten, etwa 6 km vom Hauptort Lenakel entfernt.

## Geschichte
Der Ort wurde bekannt, weil einige der Einwohner Anhänger der Prinz-Philip-Bewegung sind, die Prinz Philip als Gottheit verehrt.
In den späten 1950er Jahren oder den frühen 1960er Jahren entwickelte sich, ausgehend von der John-Frum-Bewegung, eine Bewegung, die den britischen Prinzgemahl in den Mittelpunkt rückte. Die im Süden Tannas ansässigen Yaohnanen glauben, dass Prinz Philip in Wirklichkeit der Bruder von John Frum sei. Ihren Mythen zufolge habe einst der Sohn des Berggeistes Tanna verlassen, um jenseits des Meeres eine mächtige Frau zu ehelichen. Nach Kontakten mit den britischen Kolonialherren kamen die Yaohnanen zu der Überzeugung, dass diese Frau Elisabeth II. sein müsse, weshalb sie in Prinz Philip den lange zurückerwarteten Geist sahen. Dieser Glaube verstärkte sich 1974, als das Königspaar Vanuatu besuchte. Jack Naiva, der Häuptling des rund 400 Mitglieder umfassenden Stamms der Yaohnanen, zählte zu den Einheimischen, die in Einbäumen die königliche Yacht Britannia begrüßten und dabei Prinz Philip in seiner weißen Marineuniform zu Gesicht bekamen.
1978 informierte der Resident Commissioner, der höchste Repräsentant des Vereinigten Königreiches im Kondominium der Neuen Hebriden, Prinz Philip über die Existenz des Kults und übermittelte die Bitte der Yaohnanen, ihnen ein Foto des Prinzen zuzusenden. Prinz Philip folgte der Bitte und schickte eine signierte Fotografie sowie mehrere Tonpfeifen als Geschenke. Als Dank übersandten die Anhänger der Prinz-Philip-Bewegung ihrem Gott eine traditionelle Waffe, eine Nal-Nal-Keule, die zur Schweinejagd verwendet wird. Prinz Philip bedankte sich wiederum 1980 für dieses Geschenk mit einer Fotografie, auf der er die Waffe in seinen Händen hält. Diese Fotografie entstand ausschließlich für die Anhänger der Bewegung und wurde nie offiziell vom Buckingham Palace veröffentlicht. Ein weiteres Foto wurde den Yaohnanen im Jahr 2000 zugesandt.
Die Einwohner wurden auch in verschiedenen Fernsehserien des spanischen Fernsehens (Perdidos en la Tribu, Verloren im Stamm) und portugiesischen Fernsehens (Perdidos na Tribo) dargestellt, in denen spanische/portugiesische Familien über einen gewissen Zeitraum bei den „Wilden“ lebten und deren Gebräuche erlernten.

## Galerie

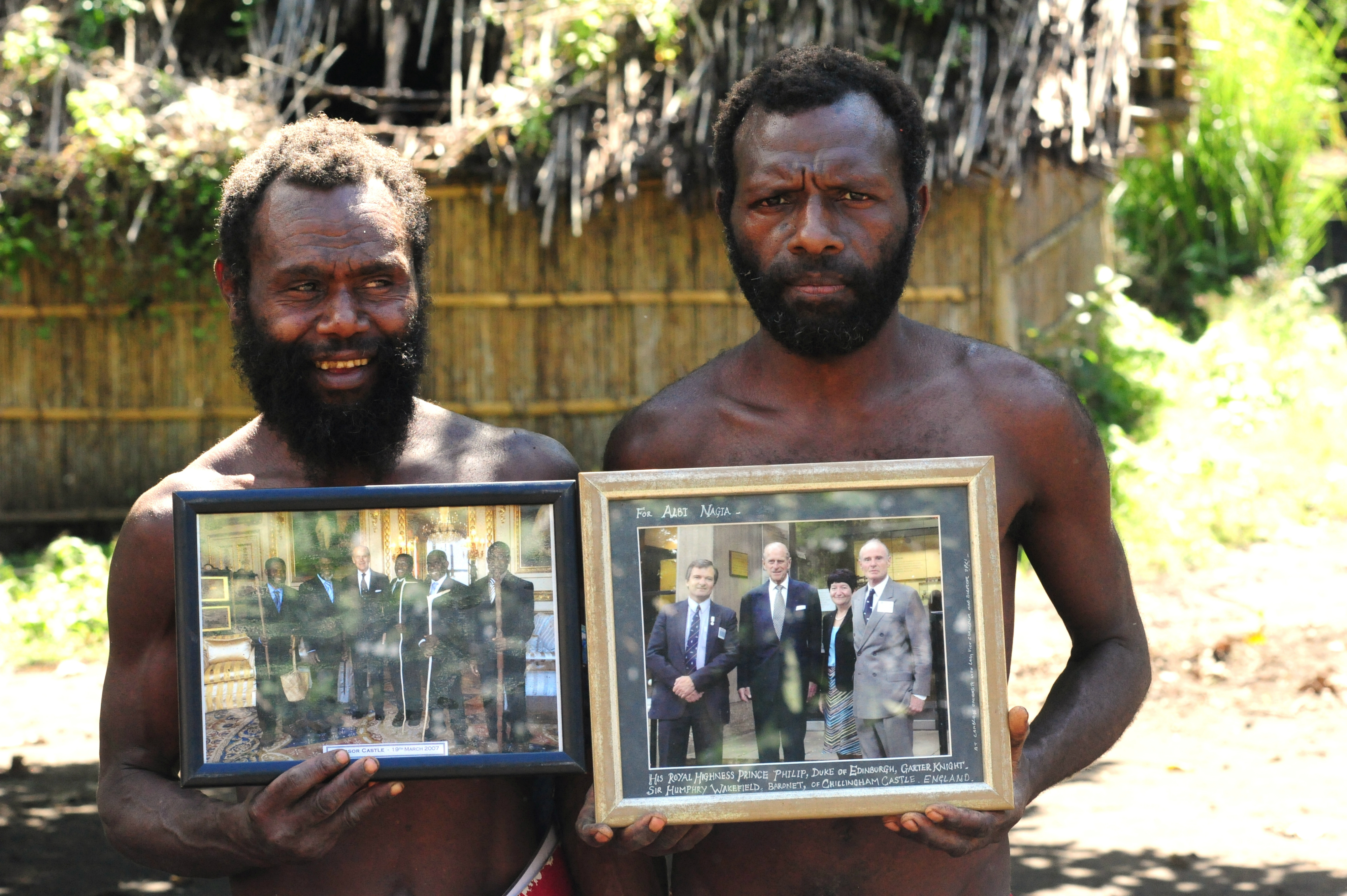
Einwohner von Yaohnanen (Alpi und Nakou a.k.a J.J.) zeigen die Fotos von Prinz Philip, die sie anlässlich eines Besuchs in Windsor 2007 erhalten haben.
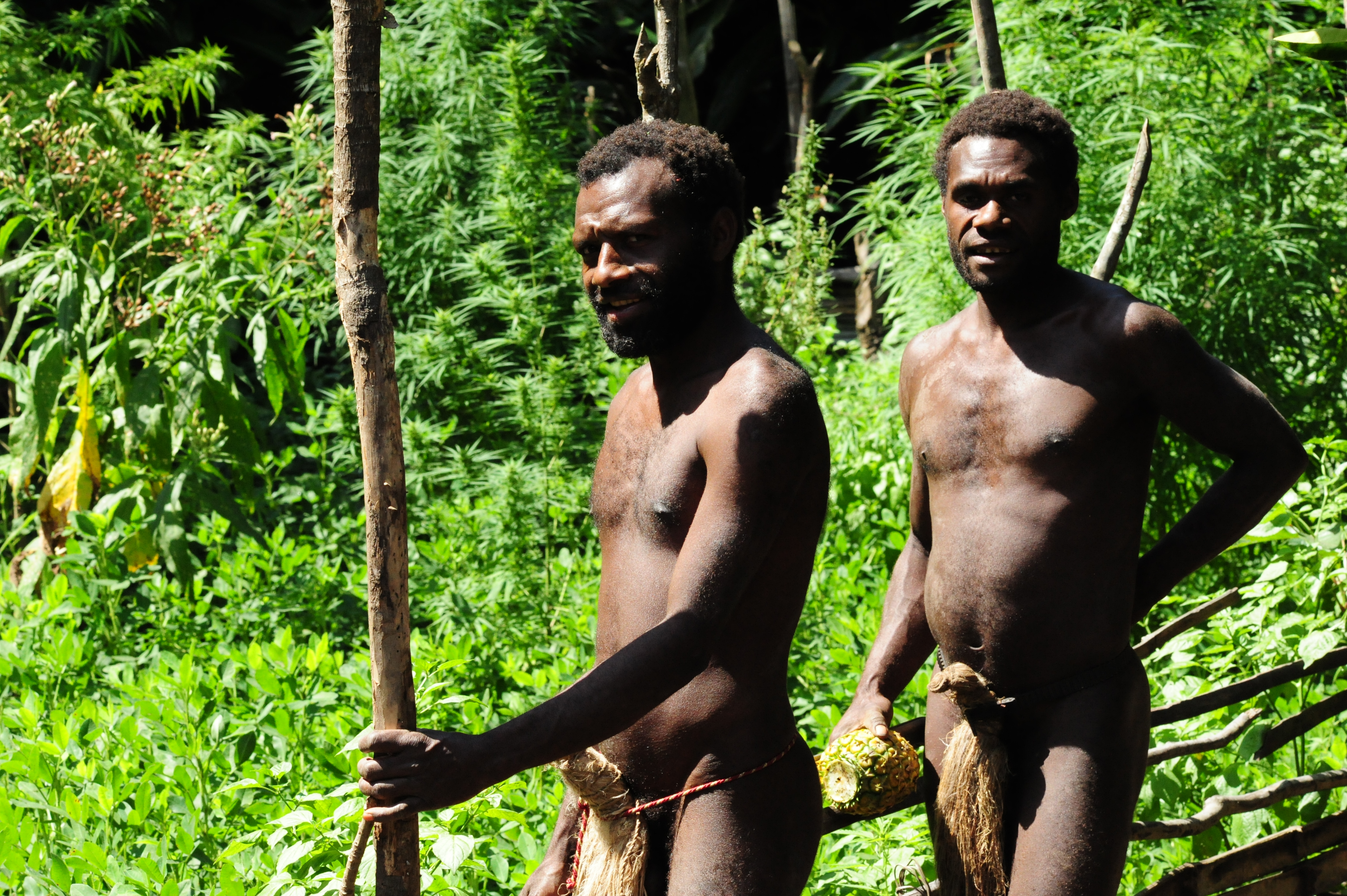
Zwei Einwohner von Yaohnanen.
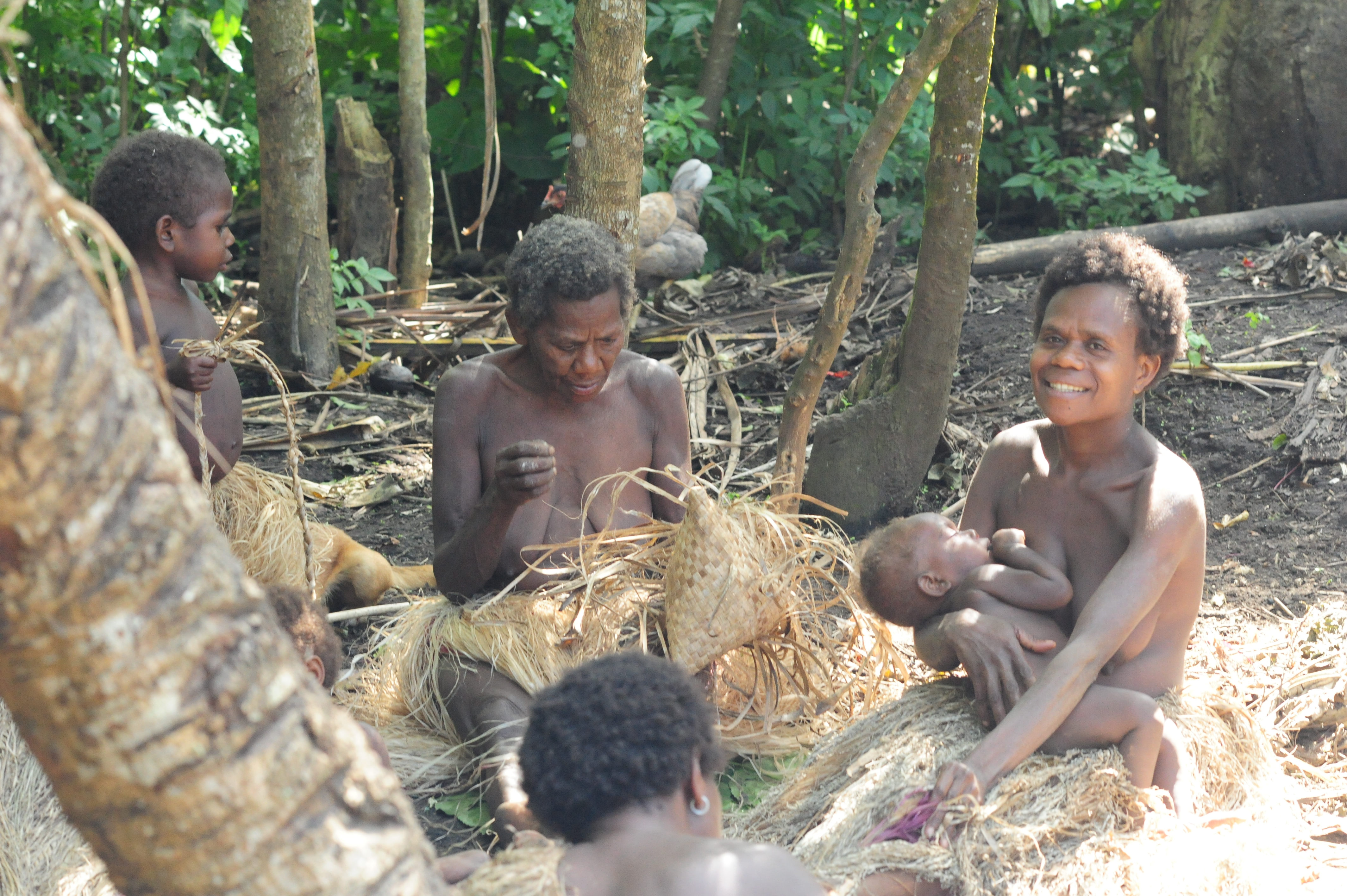
Frauen beim Weben und Kinderhüten.
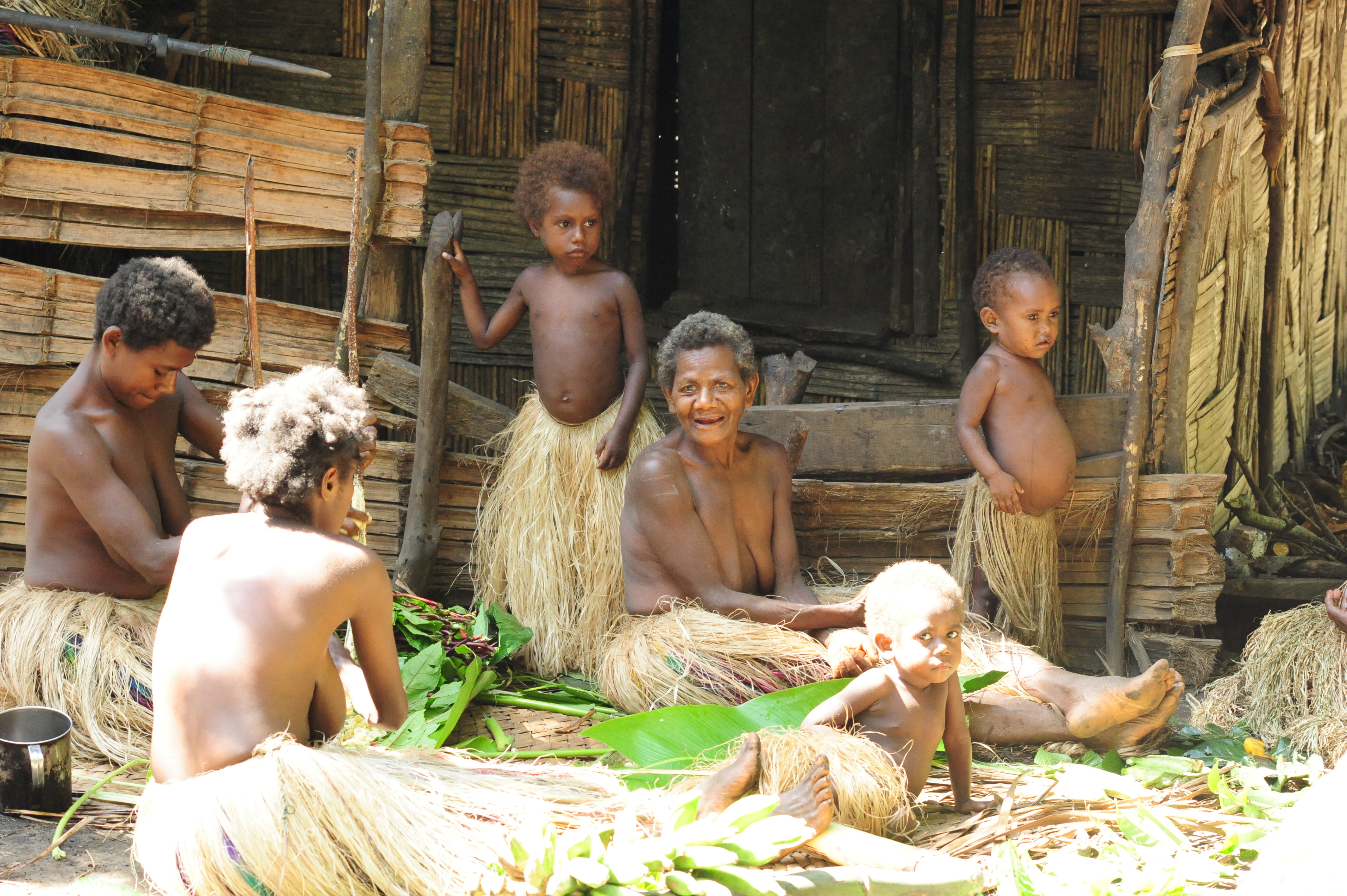
Frauen beim Kochen.
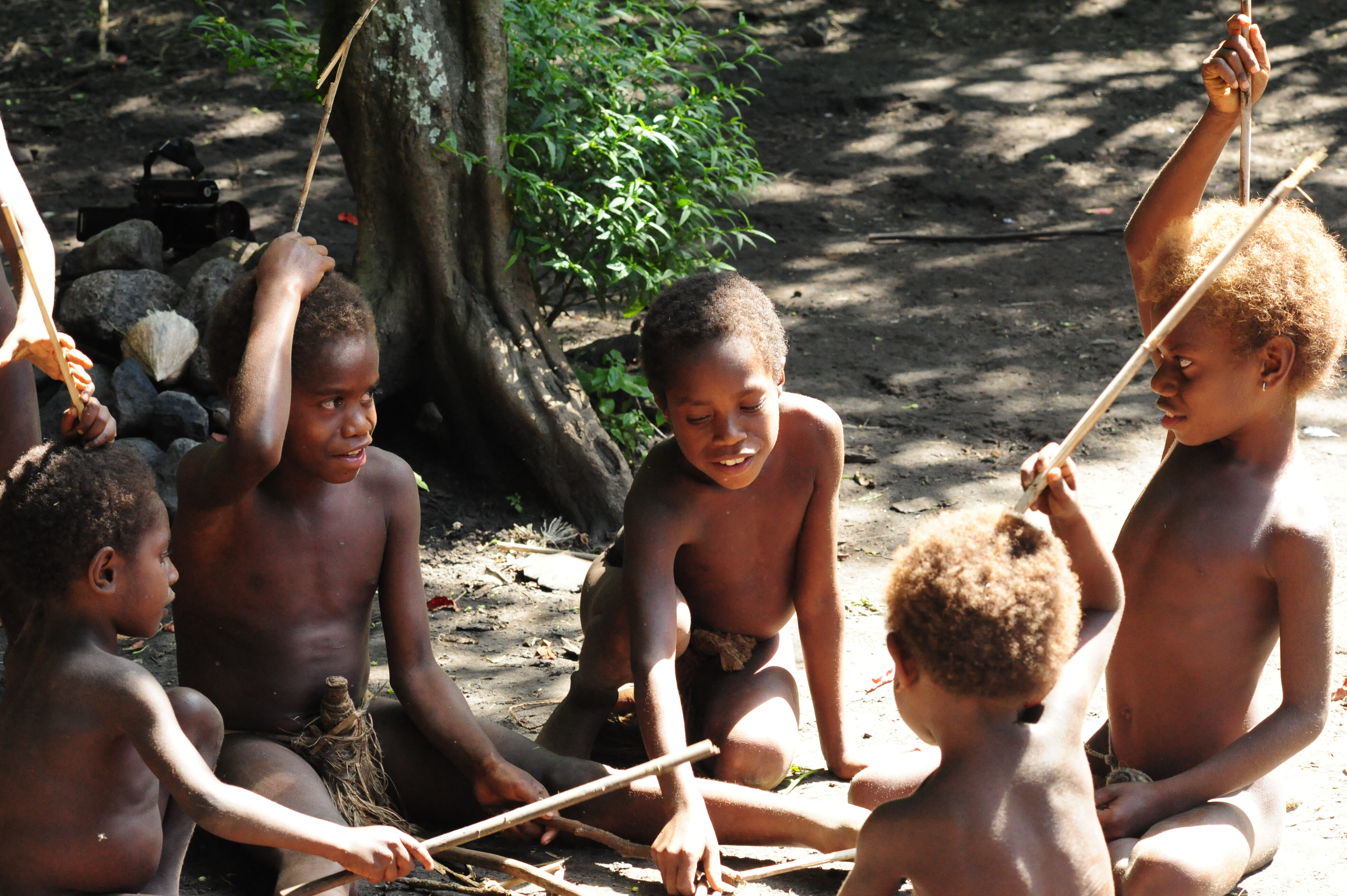
Kinder bei einem traditionellen Spiel.